# Gare de Créteil-Pompadour
Gare de Créteil-Pompadour vasútállomás és RER állomás Franciaországban, Créteil településen.

## Vasútvonalak
Az állomást az alábbi vasútvonalak érintik:
- Párizs–Marseille-vasútvonal

## Kapcsolódó állomások
A vasútállomáshoz az alábbi állomások vannak a legközelebb:
- Gare du Vert de Maisons (Gare de Creil, D RER-vonal)
- Gare de Villeneuve-Triage (Gare de Malesherbes, D RER-vonal)